# Salganea sutteri
Salganea sutteri är en kackerlacksart som beskrevs av Karlis Princis 1957. Salganea sutteri ingår i släktet Salganea och familjen jättekackerlackor. Inga underarter finns listade i Catalogue of Life.